# Tibouchina geitneriana
Tibouchina geitneriana là một loài thực vật có hoa trong họ Mua. Loài này được (Schltdl.) Cogn. miêu tả khoa học đầu tiên năm 1891.